# Шлојзинген
Шлојзинген (њем. Schleusingen) град је у њемачкој савезној држави Тирингија. Једно је од 43 општинска средишта округа Хилдбургхаузен. Према процјени из 2010. у граду је живјело 5.481 становника. Посједује регионалну шифру (AGS) 16069043.

## Географски и демографски подаци
Шлојзинген се налази у савезној држави Тирингија у округу Хилдбургхаузен. Град се налази на надморској висини од 372 метра. Површина општине износи 36,8 km². У самом граду је, према процјени из 2010. године, живјело 5.481 становника. Просјечна густина становништва износи 149 становника/km².